# Градина на Босуту
Градина је вишеслојни праисторијски археолошки локалитет који се налази на левој обали реке Босут, у атару села Вашице код Шида. Данас је локалитет оштећен изградњом пута Батровци - Шид.
Налазиште је откривено 1880. године, а прва археолошка ископавања вршена су 1964. и 1965. године и настављена су од 1975. до 1978. Носилац пројекта је Завод за заштиту споменика у Сремској Митровици.

## Хронологија
Откривени налази датују се у период од неолита (сопотско ленђелска култура), енеолита (Болерас Чернавода III) до бронзаног доба (Винковачка култура и Ватинска култура). 
Такође су откривен и материјал Босутске културе који се датује у старије гвоздено доба, са остацима надземних кућа са подовима од глачане глине. Откривени су остаци огњишта.  Гвоздено доба на локалитету дели се у три фазе. Према писаним изворима у овом делу Срема су током старијег гвозденог доба живели Бреуци. Верује се да је Градина на Босуту била њихов административни центар. Најмлађа фаза гвозденог доба на Градини приписује се Скордисцима. Сматра се да се живот на насељу гаси после Илирско панонског устанка (6. — 9. година).
На локалитету је откривена и средњовековна некропола.
Културни слој је дебљине преко 7 метара и континуитетом насељавања од око 6000-7000 година.